# 登高

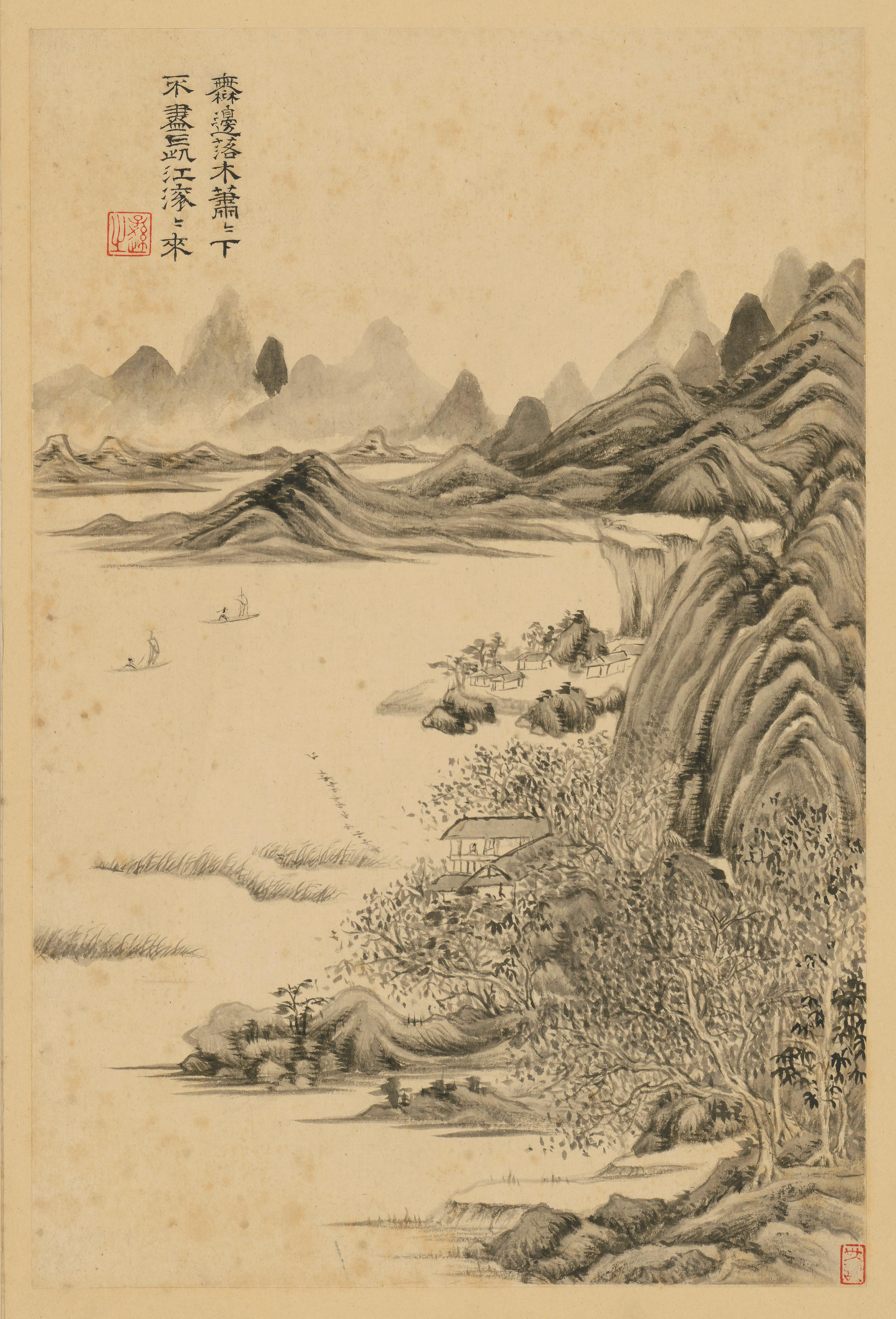
明末清初画家王时敏绘制的《登高》诗意图

登高是一首七言律詩，唐代詩人杜甫於大曆二年（西元767年）在夔州（今中國重慶奉節）所寫，被譽爲「古今七言律詩之冠」。

## 背景

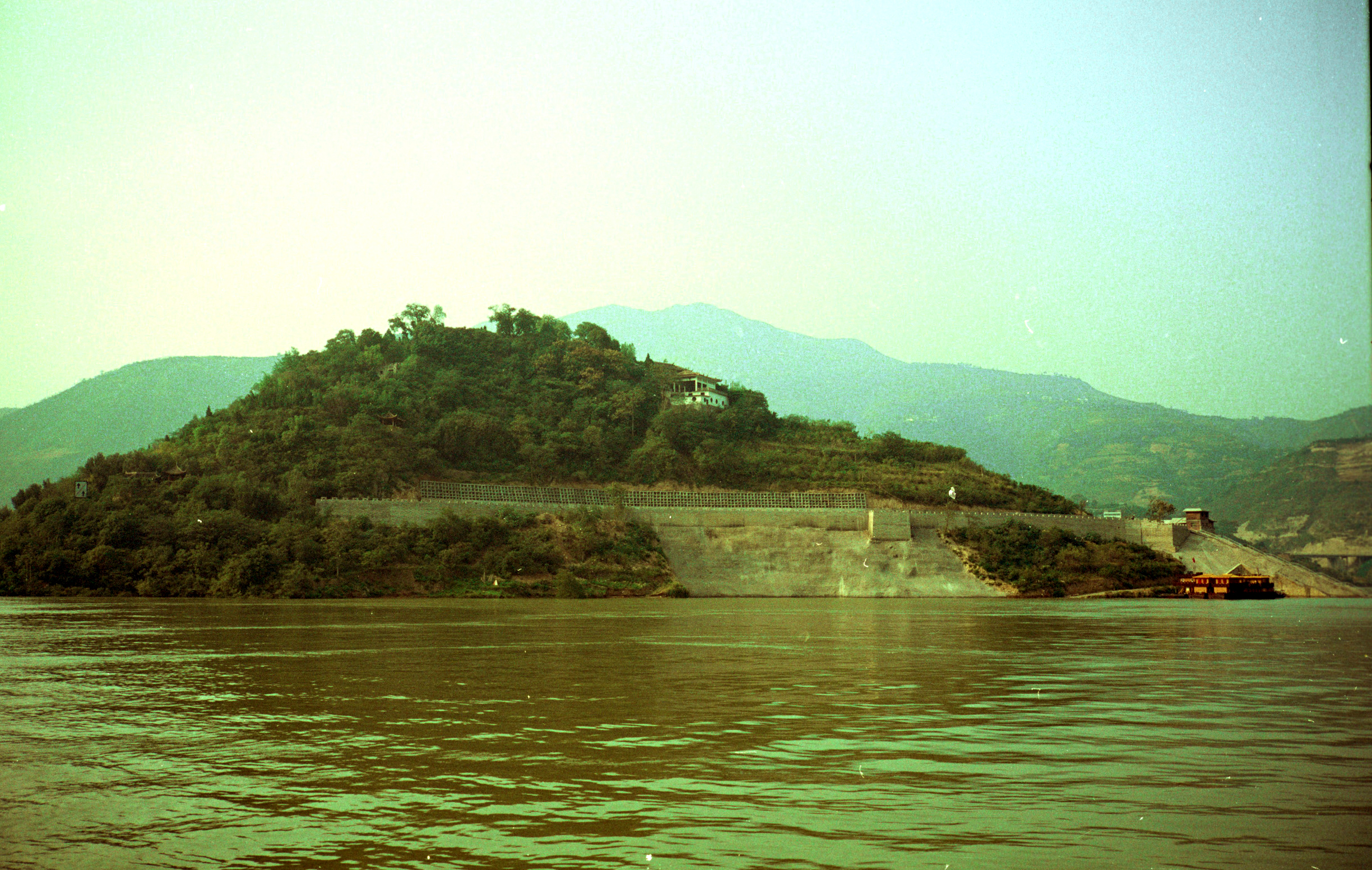
白帝城

大曆二年（西元767年），56岁的杜甫流亡到了夔州（今中國重慶奉節）。诗成之时正是重阳节，杜甫登上白帝城附近的高台，此时他患有疾病，至交也相继去世，而唐朝也正处于风雨之中，于是杜甫有感而发，写下了此诗。

## 作品原文
登高
風急天高猿嘯哀，渚清沙白鳥飛迴。

無邊落木蕭蕭下，不盡長江滾滾來。

萬里悲秋常作客，百年多病獨登臺。

艱難苦恨繁霜鬢，潦倒新停濁酒杯。

## 評析
- 宋劉克莊《後村詩話》：「『無邊落木蕭蕭下，不盡長江滾滾來。萬里悲秋常作客，百年多病獨登臺。』二聯不用故事，自然高妙。」
- 梁啟超〈中國韻文裡頭所表現的情感〉：「這首詩是工部最有名的七律，小孩子都讀過的。假令我們當作沒有讀過，掩住下半首，閉眼想一想情形，誰也該想得到是在長江上遊——四川湖北交界地方秋天一個獨客登高時候所見的景物。底下『萬裏悲秋常作客，百年多病獨登臺』那兩句，不過章法結構上順手一點，其實不用下半首，已經能把全部情緒表出。」